# Municipio de Logan (Ohio)
El municipio de Logan (en inglés: Logan Township) es un municipio ubicado en el condado de Auglaize en el estado estadounidense de Ohio. En el año 2010 tenía una población de 1113 habitantes y una densidad poblacional de 15,37 personas por km².

## Geografía
El municipio de Logan se encuentra ubicado en las coordenadas 40°38′58″N 84°16′50″O / 40.64944, -84.28056. Según la Oficina del Censo de los Estados Unidos, el municipio tiene una superficie total de 72.4 km², de la cual 72,31 km² corresponden a tierra firme y (0,12 %) 0,09 km² es agua.

## Demografía
Según el censo de 2010, había 1113 personas residiendo en el municipio de Logan. La densidad de población era de 15,37 hab./km². De los 1113 habitantes, el municipio de Logan estaba compuesto por el 98,92 % blancos, el 0,09 % eran afroamericanos, el 0,54 % eran amerindios, el 0,18 % eran asiáticos y el 0,27 % eran de una mezcla de razas. Del total de la población el 1,08 % eran hispanos o latinos de cualquier raza.